# Nimnica
Nimnica (allemand : Moithen, hongrois : Nemőc) est un village de Slovaquie situé dans la région de Trenčín.

## Histoire
La première mention écrite du village date de 1408.

## Démographie

### Évolution de la population
| Année:               | 1994. | 2004.   | 2014.   | 2024.   |
| -------------------- | ----- | ------- | ------- | ------- |
| Nombre de personnes: | 627   | 670     | 701     | 732     |
| Différence:          |       | +6,85 % | +4,62 % | +4,42 % |

| Année:               | 2023. | 2024.   |
| -------------------- | ----- | ------- |
| Nombre de personnes: | 726   | 732     |
| Différence:          |       | +0,82 % |